# 슬로이스 해전
슬로이스 해전 (/slɔɪz/, nl), 또는 레클뤼즈 해전은 1340년 6월 24일 잉글랜드와 프랑스 사이에 벌어진 해전이다. 이 전투는 슬로이스 (프랑스어 Écluse) 항구의 항만에서 제일란트주와 베스트플란데런주 사이의 현재는 흙으로 메워진 해협에서 벌어졌다. 120~150척으로 구성된 잉글랜드 함대는 에드워드 3세가 이끌었으며, 230척 규모의 프랑스 함대는 브르타뉴 기사 위그 키에레, 프랑스 제독, 그리고 니콜라 베위셰, 프랑스 대무관장이 이끌었다. 이 전투는 백년 전쟁의 첫 교전 중 하나였다.
에드워드는 6월 22일 오웰강에서 출항하여 슬로이스 항구로 가는 길을 막고 있는 프랑스 함대를 만났다. 프랑스 함대는 함선들을 세 줄로 묶어 거대한 해상 전투 플랫폼을 형성했다. 잉글랜드 함대는 바람과 조수의 이점을 얻기 위해 한동안 기동했다. 이 지연 동안 프랑스 함대는 시작 위치의 동쪽으로 밀려나 서로 얽히게 되었다. 베위셰와 키에레는 함선을 분리하라고 명령했고, 함대는 바람과 조류에 맞서 서쪽으로 다시 이동하려고 시도했다. 프랑스 함대가 이런 혼란스러운 상태에 있을 때, 잉글랜드 함대가 공격했다.
잉글랜드군은 프랑스 함대에 대항하여 기동하고 각개 격파하여 대부분의 함선을 나포할 수 있었다. 프랑스군은 16,000~20,000명의 병력을 잃었다. 이 전투로 잉글랜드 함대는 영국 해협에서 해상 우위를 점하게 되었다. 그러나 그들은 이를 전략적으로 활용하지 못했고, 그들의 성공은 잉글랜드 영토와 해상 운송에 대한 프랑스의 습격을 거의 방해하지 못했다. 작전적으로, 이 전투는 잉글랜드군이 상륙하여 이후 프랑스 도시 투르네를 포위할 수 있게 했지만, 성공하지는 못했다.

## 배경

### 전쟁의 원인
1066년 노르만인의 잉글랜드 정복 이후, 잉글랜드 군주들은 프랑스 내에서 작위와 영지를 보유했으며, 이는 그들을 프랑스 국왕의 봉신으로 만들었다. 프랑스 군주들은 체계적으로 잉글랜드 세력의 성장을 억제하려 했고, 기회가 생길 때마다 영지를 빼앗았다. 수 세기에 걸쳐 프랑스 내 잉글랜드 영토의 규모는 다양했지만, 1337년에는 프랑스 남서부의 가스코뉴와 북부 프랑스의 퐁티외만이 남았다. 독립적인 성향의 가스코뉴인들은 자신들만의 관습과 언어를 가지고 있었다. 그들이 생산하는 적포도주의 상당 부분은 수익성 있는 무역을 통해 잉글랜드로 선적되었다. 이 무역에서 징수된 세금은 잉글랜드 국왕에게 많은 수입을 제공했다. 가스코뉴인들은 자신들을 내버려두는 멀리 떨어진 잉글랜드 국왕과의 관계를 자신들의 일에 간섭하려는 프랑스 국왕과의 관계보다 선호했다. 필리프 6세 (r. 1328–1350)와 에드워드 3세 (r. 1327–1377) 사이의 일련의 의견 불일치 끝에, 1337년 5월 24일 파리의 왕실 평의회는 사실상 가스코뉴인 아키텐 공국을 에드워드가 봉신으로서의 의무를 위반했다는 이유로 필리프에게 회수해야 한다고 동의했다. 이는 116년간 지속될 백년 전쟁의 시작을 알리는 것이었다.

### 상대 함대

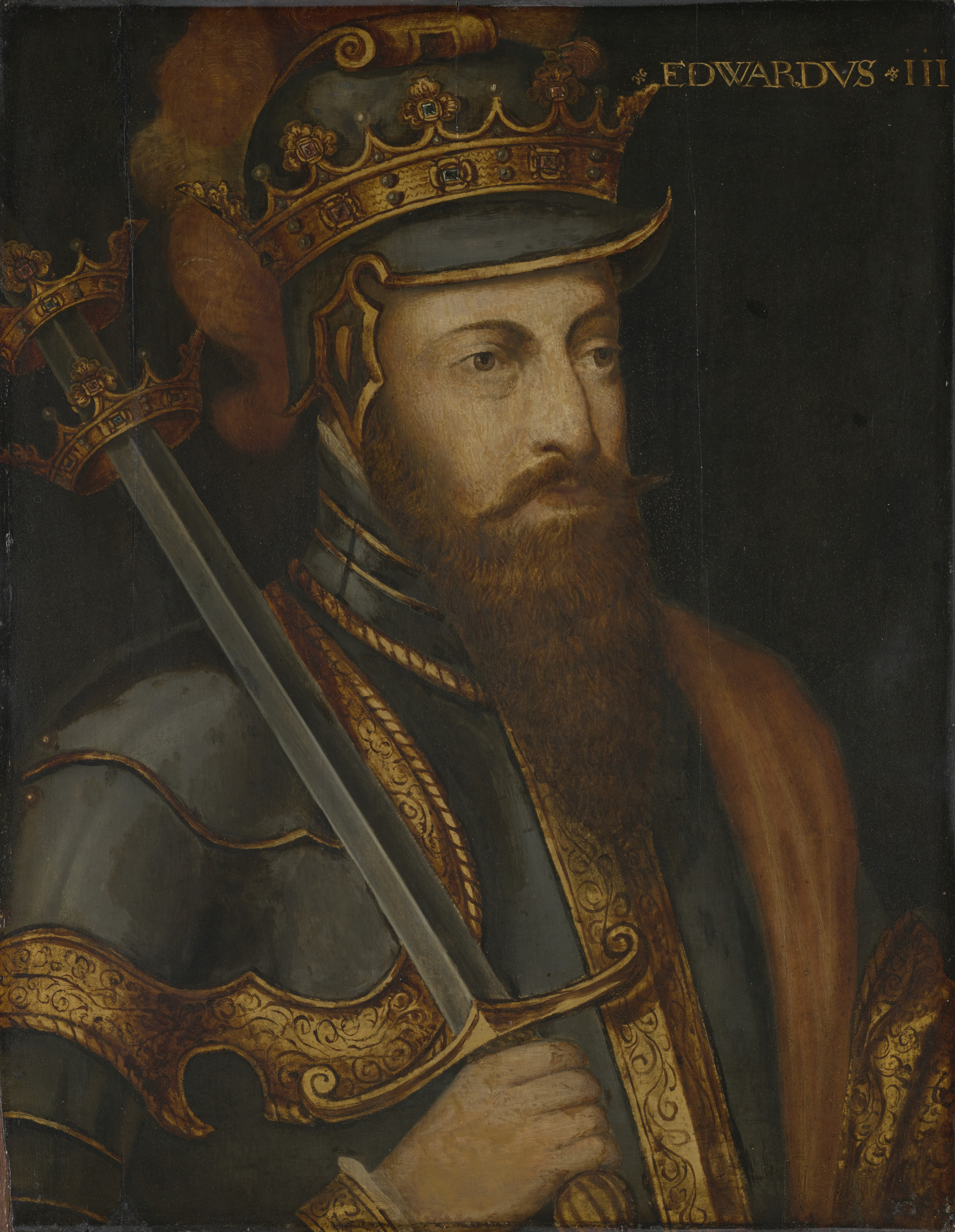

전쟁 초기에 프랑스는 해상에서 우위를 점했다. 범요선은 오랫동안 지중해 세력에 의해 사용되어 왔으며 프랑스는 영국 해협에서 사용하기 위해 이를 채택했다. 얕은 흘수와 노로 추진되는 범요선은 얕은 항구에 진입할 수 있었고 기동성이 뛰어나 조우전에서 습격과 함선 간 전투에 효과적이었다. 프랑스 범요선은 제노바와 모나코에서 고용한 범요선으로 보강되었다. 프랑스군은 잉글랜드 상업 해운, 주로 가스코뉴 포도주와 플란데런 양모 무역을 방해할 수 있었고, 잉글랜드 남부 및 동부 해안을 마음대로 습격할 수 있었다. 범요선 운영은 전문적인 활동이었고 고도로 훈련된 승무원을 필요로 했는데, 이들은 일반적으로 제노바, 모나코, 그리고 더 적은 정도로 다른 지중해 항구에서 모집되었다.

잉글랜드는 목적에 맞게 건조된 해군을 가지고 있지 않았다. 에드워드는 단 세 척의 전함만을 소유하고 있었다. 국왕은 잉글랜드 상인들의 상선인 코게를 징발하는 데 의존했다. 코게는 깊은 흘수, 둥근 선체를 가졌고 선체 중앙에 세워진 하나의 큰 돛으로 추진되었다. 이들은 함수와 함미에 목재 "성"을 추가하고 마스트헤드에 까마귀 둥지 플랫폼을 설치하여 전함으로 개조되었다. 코게는 200–300 롱톤 (203–305 t)의 배수량을 가졌고 많은 전투병을 실을 수 있었다. 높은 건현은 근접 전투에서 노를 젓는 함선보다 우수했는데, 특히 화살이나 쇠뇌살을 쏘거나 적 선박에 돌을 떨어뜨릴 수 있는 성을 장착했을 때 더욱 그러했다. 잉글랜드 관습법에 따르면, 왕실은 징발된 함선의 소유자에게 보상해야 했지만, 실제로는 국왕이 적게 그리고 늦게 지불하여 선주들이 소집에 응하기를 꺼려했다.

### 이전 활동
1338년 3월, 잉글랜드 도시 포츠머스는 프랑스 범요선에 의해 점령되고 불에 탔다. 9월에 발헤런섬 연안에서 양모를 싣고 가던 잉글랜드 함선 5척이 아르네무이덴 해전으로 알려진 격렬한 전투 끝에 나포되었다. 손실된 함선 중에는 에드워드의 전함 세 척 중 두 척인 크리스토퍼와 "대형 코게" 코게 에드워드가 포함되어 있었다. 10월에는 주요 항구인 사우샘프턴이 점령되어 불에 탔다. 다음 해에는 헤이스팅스의 차례였다.
1339년에 프랑스가 고용한 제노바 용병들 사이에서 불만이 있었다. 그들의 지휘관이 급여를 제대로 지급하지 않았기 때문이다. 문제가 프랑스 급여 담당자들에게 있다고 믿고, 8월에 대표단이 프랑스 국왕을 알현하려 했다. 대표단이 투옥되자 제노바 승무원들이 반란을 일으켜 지중해로 돌아갔다. 반란을 일으킨 선원들이 제노바에 돌아왔을 때, 그들은 집권 귀족들을 전복시키는 봉기를 주도했다. 새 정권은 프랑스와 새로운 계약을 맺는 것을 꺼렸다. 몇몇 선장들이 설득되어 계약을 맺었을 때, 그들은 잉글랜드 요원들의 뇌물을 받고 계약을 파기했다. 1340년 1월, 잉글랜드군은 불로뉴 항구를 성공적으로 습격했다. 그곳에는 프랑스 범요선 함대의 대부분이 항구 해변에 정박해 있었고 경비가 허술했다. 안개를 이용하여 잉글랜드군은 프랑스군을 기습하여 범요선 18척, 다른 함선 24척, 대규모 해군 장비 비축물, 그리고 항구 지구의 상당 부분을 파괴한 후 퇴각했다. 프랑스군은 범요선 6척만 남았고, 여기에 노를 젓는 바지선 22척을 보충했다.
범요선 함대의 손실은 프랑스가 잉글랜드 남부 해안에 가하는 위협을 줄였고, 잉글랜드 함선을 공격 작전에 자유롭게 사용할 수 있게 했다. 1340년 겨울과 봄 동안, 프랑스 항구인 디에프, 르 트레포르, 메르가 성공적으로 습격당했다. 프랑스군은 잉글랜드의 상선 징발 방식을 따랐다. 필리프는 "대해군"을 위해 200척의 함선, 대부분 노르망디 함선을 모으라고 명령했다. 당시 프랑스 문서는 함대의 규모를 202척으로 기록하고 있다: 범요선 6척, 왕실 전함 7척, 노를 젓는 바지선 22척, 상선 167척. 승무원은 19,000명 이상이었으나, 중무장병은 150명, 쇠뇌병은 500명에 불과했다. 함대는 브르타뉴 기사 위그 키에레, 프랑스 제독, 그리고 프랑스 군사 계층의 최고위 인사인 프랑스 대원수 니콜라 베위셰가 지휘했다. 범요선 6척은 사략으로서 지중해에서 기술을 배운 피에트로 바르바베라가 지휘했다.
가스코뉴가 전쟁의 원인이었지만, 에드워드는 그곳에 거의 자원을 투입하지 않았고, 1340년에는 프랑스 북동부에서 주력군을 이끌고 전쟁을 벌이기로 결정했다. 그는 군대를 상륙시켜 신성 로마 제국의 여러 주와 겨울에 프랑스에 반란을 일으켜 4월 공세를 시작했으나 실패한 플람스인 동맹군과 합류하기를 원했다. 이 병력에 대한 프랑스군의 공세는 5월 18일에 시작되어 혼전이 벌어졌고, 수적으로 열세인 에드워드의 동맹군은 잉글랜드군의 증원을 절실히 바랐다.

### 사료
이 전투에 대한 수많은 동시대 기록이 존재하며, 에드워드가 전투 직후에 쓴 세 통의 편지도 현존한다. 다른 여러 기록들은 목격자들의 진술이지만, 거의 대부분이 잉글랜드, 프랑스 또는 플란데런의 편파적인 관점에서 쓰여졌다. 대부분은 세부적인 내용이 부족하여, 역사가 켈리 드프리스는 전투의 일부 측면에 대해 "흥미로운 일화들의 조각들만이 우리를 어떤 결론으로 이끌 뿐"이라고 평했다. 백년 전쟁 이 시기의 가장 잘 알려진 동시대 연대기 작가는 장 프루아사르이며, 그의 프루아사르 연대기에는 다른 현존하는 사료에는 없는 정보가 담겨 있다. 그의 연대기 세 판본은 전투의 많은 세부 사항과 그 결과의 원인에 대한 관점에서 서로 다르다.

## 전조

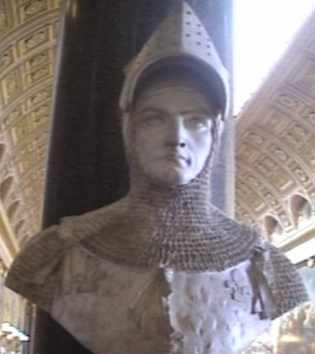

에드워드는 4월 중순에 제일란트주 플란데런의 슬로이스(현 슬라위스)로 군대를 선적할 계획이었지만, 대부분의 잉글랜드 상선들은 자신들이 받을 돈을 받지 못할 것을 알고 집결을 거부했다. 많은 경우 그들은 아마도 공무원들에게 뇌물을 주어 눈감아주도록 했을 것이다. 출항 날짜는 반복적으로 연기되었다. 6월 4일 국왕 자문회는 보유한 함선만으로 항해하기로 결정했는데, 이는 중무장병 600명만 수송할 수 있는 규모였다. 6월 10일, 자문회는 8일에 대규모 해군이 플란데런의 주요 항구인 슬로이스에 도착했다는 소식을 듣고 경악했다. 키에레와 베위셰는 잉글랜드와 대륙 간의 통신을 차단했다. 그들이 항만을 막고 있을 때 추가로 함선 11척이 증원되어 프랑스군의 총 전력은 213척에 달했다. 전투 이후 스윈 하구 전체는 흙으로 메워져 현대의 슬라위스는 바다에서 5 마일 (8 km) 떨어져 있다.
격렬한 자문회 회의가 열렸다. 선임 고문인 캔터베리 대주교 존 드 스트랫포드는 출항이 국왕의 상실을 초래할 수 있으므로 원정 전체를 취소해야 한다고 주장했다. 스트랫포드는 격분하여 자문회를 떠났다. 선적 담당자들은 스트랫포드의 의견을 지지했다는 이유로 국왕에게 개인적인 비난을 받았다. 분노한 에드워드는 "두려워하는 자들은 집에 있어도 좋다"고 선언했다. 일련의 지시가 내려졌다. 해안 방어는 철수되었다. 게으른 선원들에게 변명은 통하지 않는다는 강력한 명령이 왕실 관리들에게 보내졌다. 에드워드는 잉글랜드 최대 항구인 야머스의 선주들에게 직접 질책했다. 한편, 이미 실려 있던 말들은 내리고, 원래 수송선이었던 배들은 선수루, 선미루, 까마귀 둥지를 추가하여 급히 전함으로 개조되었다. 현대 역사가 조나단 섬션이 "정말 놀랍다"고 묘사한 위업으로, 상당한 규모의 함대가 6월 20일까지 오웰강에 집결했다. 잉글랜드 함대의 급여 기록은 소실되어 역사가들은 함대 규모를 파악하기 위해 연대기 작가들의 추정치에 의존했다. 함께 항해한 함선 중 66척의 이름이 확인되었으며, 총 120척에서 150척에 달했다고 추정된다. 1,300명의 중무장병과 1,000명의 장궁병을 태우고 있었다. 에드워드의 부관은 노샘프턴과 헌팅던 백작이었다. 함대는 1340년 6월 22일 일찍 출항하여 다음 날 오후에 슬로이스 항만에 도착했다. 에드워드는 블랑켄베르허에 정박했고 저녁에 레지널드 코범 경, 존 챈도스 경, 스티븐 램킨을 육상에 보내 프랑스 함대를 정찰하게 했다.
에드워드의 의도는 잘 알려져 있었다. 그는 즈윈 강을 거슬러 브뤼허까지 항해하여 육군을 상륙시켜 고전하는 동맹군을 지원하려 했다. 잉글랜드 함대가 목격되자 프랑스 함대는 슬로이스 항구로 가는 에드워드의 길을 막기 위해 기동했다. 프랑스 함대는 세 줄로 한 줄씩 늘어서서, 3-마일-wide (5 km) 넓이의 즈윈 하구를 가로질러 배치되었다. 각 줄의 함선들은 적함의 통과를 막기 위해 사슬과 밧줄로 묶여 "성벽처럼" 늘어섰다. 매우 큰 노획물인 잉글랜드 함선 크리스토퍼를 포함하여 여러 대형 함선이 전열 선두에 배치되었다. 이는 방어적인 함대가 사용하는 일반적인 중세 전술이었다. 범선 지휘관이자 경험이 풍부한 바르바베라는 함선들이 정박지에서 기동성을 잃고 잉글랜드 궁수들의 공격에 노출될 수 있다는 점을 깨닫고 이를 우려했다. 그는 프랑스 지휘관들에게 해상으로 나가 풍상우세를 얻어 잉글랜드군이 상륙하는 동안 공격하거나, 공격 위협으로 이를 저지하라고 조언했다. 총사령관으로서 전반적인 지휘권을 행사한 베위셰는 해군 작전에 대해 아는 바가 거의 없었다. 그는 바르바베라를 단순한 평민이자 해적에 불과하다고 여겼고, 잉글랜드군이 빠져나갈 가능성을 조금도 감수하고 싶지 않아 해협을 막는 위치를 고수했다.

## 전투

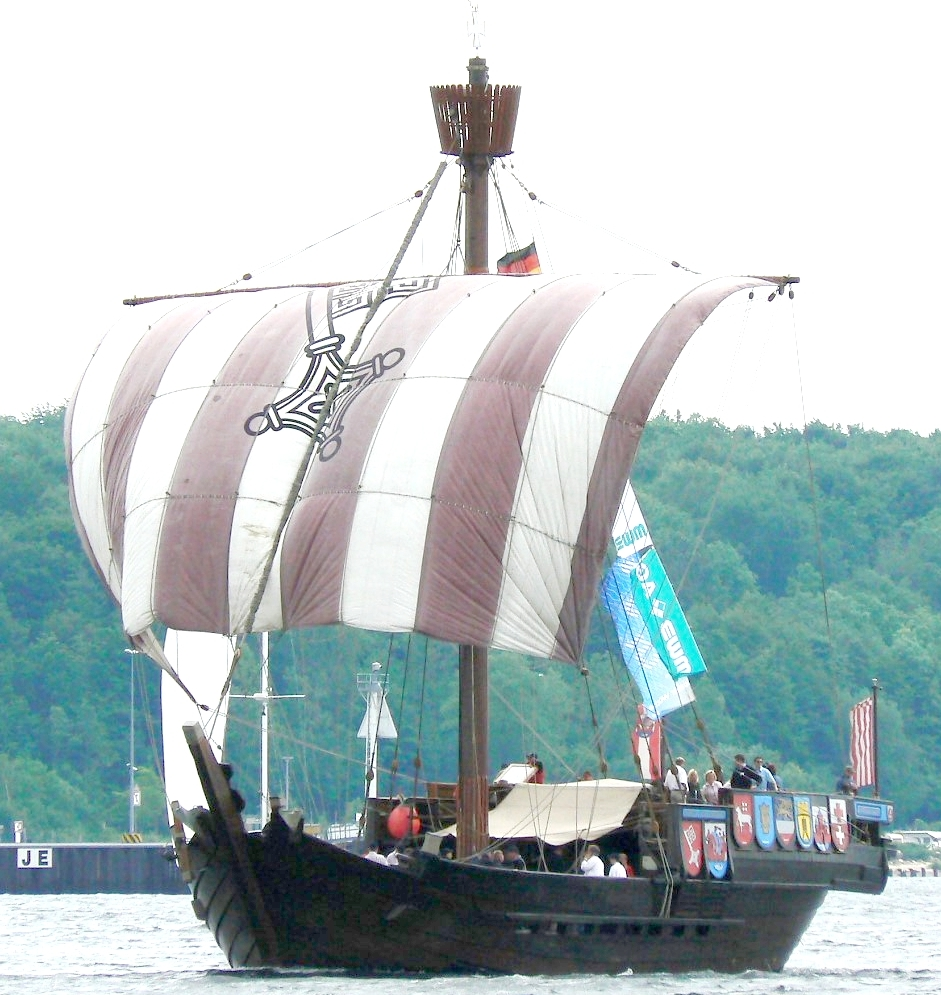

코범은 그날 밤 늦게 프랑스 함대의 상태를 보고했다. 에드워드는 다음 날인 6월 24일 만조 때 항만에 진입하여 바람과 조수의 이점을 얻고 해를 등지고 공격할 수 있도록 기동했다. 전통적인 견해는 공격이 오후 3시에 시작되었다는 것이다. 거의 하루 동안 사슬과 밧줄로 묶인 채, 바람과 비에 대항하며, 프랑스 함선들은 원래 위치의 동쪽으로 밀려나 서로 얽히게 되었다. 베위셰와 키에레는 함선을 분리하라고 명령했지만, 실제로 이는 어려움이 따랐고, 함대는 바람과 조류에 맞서 서쪽으로 다시 이동하려고 시도했다. 이러한 무질서한 상태에서 그들은 잉글랜드군과 접촉했다.
에드워드는 함선들을 세 척 단위로 프랑스 함대에 보냈다. 궁수들을 태운 두 척의 함선이 중무장병을 태운 한 척을 양쪽에 배치했다. 궁수들을 태운 잉글랜드 함선들은 프랑스 함선에 접근하여 각 궁수당 분당 10개 이상의 화살을 갑판에 퍼부었다. 그런 다음 중무장병들이 승선하여 함선을 장악했다. 현대 역사가 조나단 섬션과 로버트 하디는 잉글랜드 궁수들이 장궁으로 프랑스 쇠뇌병들보다 두세 배 빠른 발사 속도를 가졌고 사거리도 훨씬 길었다고 각각 진술한다. 하디는 장궁의 유효 사거리가 300 야드 (270 미터)인 반면 쇠뇌는 200 야드 (180 미터)였다고 계산한다.
전투는 해상에서 벌어진 육상 교전과 흡사했다. 두 대의 적선이 서로 묶이고, 중무장병들이 백병전을 벌이는 동안 지원 병력은 화살이나 쇠뇌살을 쏘았다. 전투가 진행되면서 베위셰의 함선 묶기 전술은 프랑스군에게 치명적임이 드러났다. 이 전술은 잉글랜드군이 단일 함선이나 소규모 함선 집단을 압도적인 전력으로 공격할 수 있도록 한 반면, 나머지 프랑스 함선들은 움직이지 못하게 만들었기 때문이다. 잉글랜드 함선의 더 많은 전투원, 특히 궁수들의 수가 또한 승패를 갈랐다. 런던의 한 장궁병은 잉글랜드군의 화살이 "겨울의 우박처럼" 쏟아졌다고 보고했다. 많은 프랑스 함선들이 격렬한 전투 끝에 승선되어 나포되었다. 바르바베라는 기동성이 뛰어난 자신의 범선들을 프랑스 함선들과 묶는 것을 거부했고, 그들은 잉글랜드 함선 두 척을 승선하여 나포하는 데 성공했다. 여러 잉글랜드 귀부인들이 그들의 배가 승선되거나 침몰했을 때 사망했다. 전투가 잉글랜드군에게 유리하게 돌아가고 있다는 것이 명확해지자, 인근 항구에 주둔하던 플람스인 동맹군이 출격하여 프랑스군의 후방을 공격했다. 에드워드는 아들에게 보낸 편지에서 프랑스군이 "그날 하루 내내 그리고 밤새도록 가장 고귀한 방어를 펼쳤다"고 말했다.
늦은 밤 프랑스 후방 전선이 돌파를 시도했다. 범요선을 제외하고는 프랑스 함선 17척만이 탈출했다. 잉글랜드군은 프랑스 상선 166척을 나포했다. 프랑스 함대의 나머지 24척은 침몰하거나 불에 탔다. 포로는 거의 잡히지 않았고, 물은 피와 시체로 뒤덮였다. 프랑스군의 손실은 16,000명에서 20,000명에 달했으며, 이 중 상당수는 익사로 사망했다. 두 프랑스 지휘관 모두 사로잡혔고, 베위셰는 2년 전 아르네무이덴에서 벌어진 학살과 잉글랜드 해안 습격에 대한 복수로 자신의 배 돛대에 교수형당했으며, 키에레는 참수당했다. 헤엄쳐 육지로 올라온 프랑스인들은 플람스 관중들에게 몽둥이로 맞아 죽었다. 잉글랜드 기사는 단 네 명만 사망했으며, 다른 잉글랜드 전투원들은 더 많이 사망했다. 당시 연대기 작가들은 400~600명으로 추정했다. 잉글랜드인들은 슬로이스 항구의 물고기들이 말할 수 있다면 프랑스어로 말할 것이라고 농담했는데, 이는 그들이 먹어치운 프랑스 시체들의 잔치 때문이었다. 며칠 동안 조수는 시체를 떠밀어 올렸다. 에드워드는 화살이나 쇠뇌살에 맞아 허벅지에 부상을 입었다. 섬션은 다음과 같이 요약한다: "프랑스는 근대에 이르기까지 유례없는 해군 재앙을 겪었다."

## 영향

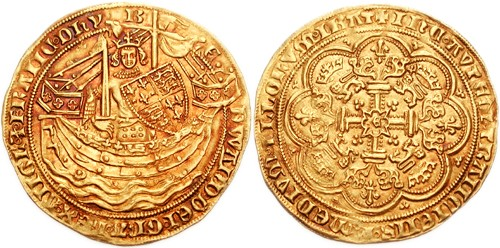

전술적으로 이 전투는 에드워드가 그의 군대를 상륙시키는 것을 허용했고, 이는 필리프 6세에게 충성하는 플란데런의 도시인 투르네를 포위하는 데까지 이어졌지만, 캠페인은 실패로 끝났다. 전투 이후 프랑스는 침공 공포에 시달렸고 해안 지역으로 병력을 급히 보냈다. 필리프는 바르바베라를 탈영 혐의로 체포하라고 명령했다. 전략적으로는 승리가 큰 영향을 미치지 못했다. 잉글랜드 함대에 영국 해협에서 해상 우위를 제공했지만, 필리프는 에드워드보다 더 많은 자원을 가지고 있었고 탈출한 함선과 전투에 참여하지 않은 함선들을 중심으로 프랑스 해군을 빠르게 재건할 수 있었다. 한 달 이내에 새로운 제독 로베르 드 후드토가 지휘하는 프랑스 함대는 잉글랜드 양모 호송선단에서 상선 30척을 나포하고 승무원들을 바다에 던져버렸다. 프랑스 함선들은 계속해서 북해에서 잉글랜드 상선들을 나포하고 병력과 군수품을 동맹국인 스코틀랜드로 수송했다. 그럼에도 불구하고, 해군 역사가 그레이엄 커슈웨이는 선원들의 손실이 노르망디와 피카르디 해상 무역을 경제적으로 황폐화시켰다고 말한다. 루르 (아르플뢰르 근처)에 부상으로 선원 일을 할 수 없는 생존자들을 돌보기 위한 자선 병원이 세워졌다.
잉글랜드 해안 공동체는 승리에 환호했고, 프랑스의 습격에서 벗어날 것이라고 생각했다. 그들은 틀렸다. 그해 말 프랑스는 아일오브와이트주, 포틀랜드섬, 테인머스, 플리머스, 채널 제도를 습격했다. 잉글랜드는 9월에 브레스트를 습격하여 많은 함선, 특히 제노바 상선 6척을 완전히 적재한 채 나포하며 보복했다. 1341년에는 프랑스, 카스티야, 포르투갈 전대들이 성공적으로 가스코뉴와의 잉글랜드 통신을 차단했다. 에드워드는 자신의 부패한 관리들 중 일부를 해고하고, 함선을 공급하지 못한 일부 항구의 특권을 철회하는 노력을 기울였다.
이 전투는 나중에 에드워드의 금화 노블 코인에 기념되었는데, 이 코인에는 왕이 배에 앉아 있는 모습이 그려져 있다. 비문은 "IHC TRANSIENS PER MEDIUM ILLORUM IBAT"("예수께서 그들 가운데로 지나가시니라")라고 새겨져 있으며, 루가의 복음서 4장 30절에 기초한 응창으로, 당시 전투에서 해를 입지 않기 위해 흔히 인용되던 구절이었다.